# Pavel Svedomski
Pavel Alexandrovitch Svedomski ou Svedomsky, né le 7 juin 1849 (calendrier grégorien, 19 juin 1849) à Saint-Pétersbourg et mort le 27 août 1904 à Rome, est un peintre russe de style académique, spécialisé en peinture d'histoire, surtout romaine. Il était membre de la Société des artistes de peinture historique. C'est le frère du peintre Alexandre Svedomski. Il a passé presque toute sa vie en Italie.

## Biographie
Pavel Svedomski est issu d'une famille de la noblesse et passe son enfance avec son frère au domaine familial de Mikhaïlovski Zavod dans le gouvernement de Perm. Il fait ses études à l'école de l'académie des beaux-arts de Düsseldorf, mais n'y demeure que quelques mois, puis à Munich auprès d'Eduard von Gebhardt et Mihály Munkácsy. La famille Svedomski voyage en Europe, puis s'installe définitivement à Rome en 1875.
L'académie impériale des beaux-arts de Saint-Pétersbourg lui décerne le titre de sociétaire volontaire d'honneur en 1879 et le gratifie d'une médaille d'argent pour ses tableaux: L'Incendie de Moscou et La Fille de Camille. Il peint les fresques des nefs nord et sud de la cathédrale Saint-Vladimir de Kiev représentant la vie de Jésus : La Résurrection de Lazare ; L'Entrée du Christ à Jérusalem ; La Dernière Cène ; l'Agonie au jardin de Gethsémani ; Le Procès de Pilate ; la Crucifixion et L'Ascension. Sur la demande du mécène Tereschenko, il peint les fresques de l'église Sainte-Anastasia de Hloukhiv.
Pavel Tretiakov lui achète sa Méduse (1882) pour sa collection. Dans les dernières années de sa vie, Svedomski se tourne vers des sujets russes, comme La Mariée pauvre ; Le Fol-en-Christ ; L'Exécution de Iermak. En 1900, il reçut une médaille d'or à l'Exposition universelle de 1900 de Paris pour son tableau Jacquerie.
Il passe de longues années en Italie et termine sa vie à Rome. Il décède à Davos en Suisse alors qu'il suivait un traitement. Il est enterré au cimetière des non-catholiques du Testaccio à Rome, où reposent d'autres peintres russes, comme son frère Alexandre, Karl Briullov, Nikolaï Petrov et Pimène Orlov.

## Illustrations

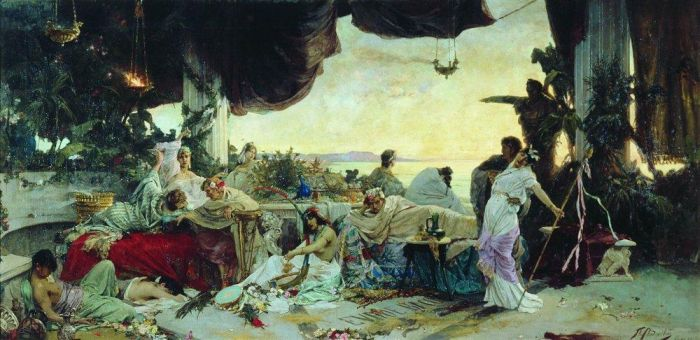
L'Orgie romaine

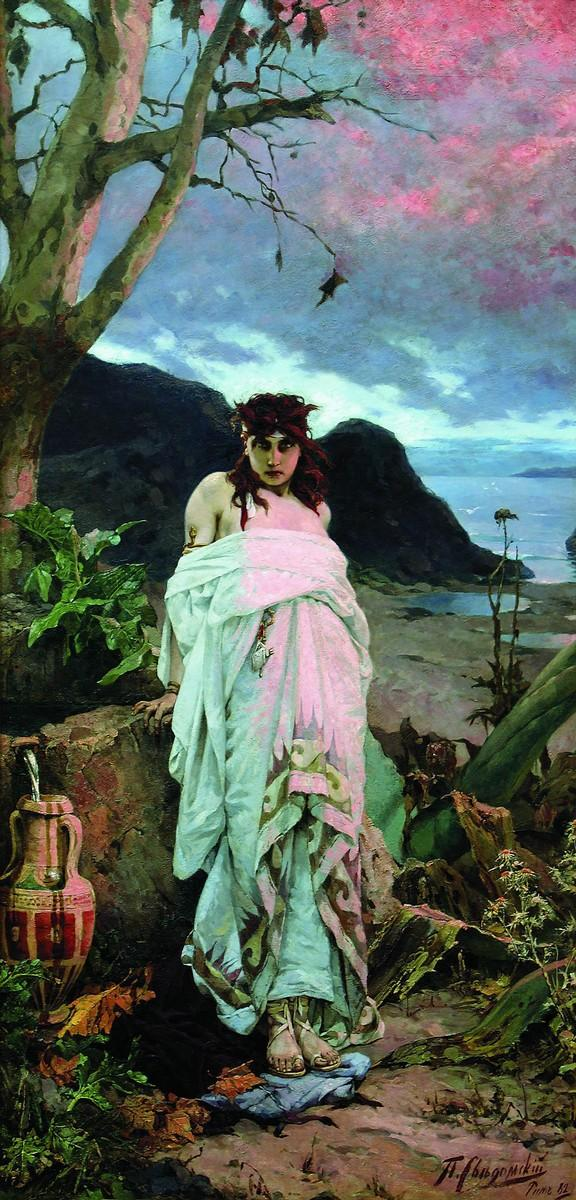
Méduse (1882), galerie Tretiakov
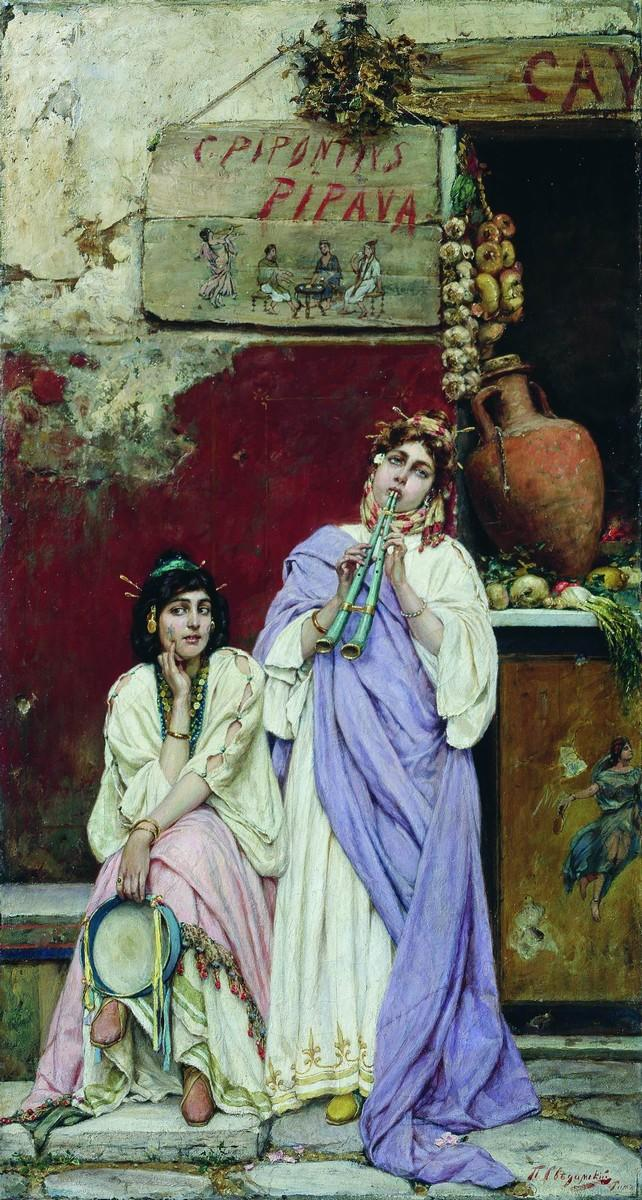
Deux Romaines jouant de la flûte et du tambourin, galerie nationale de Perm
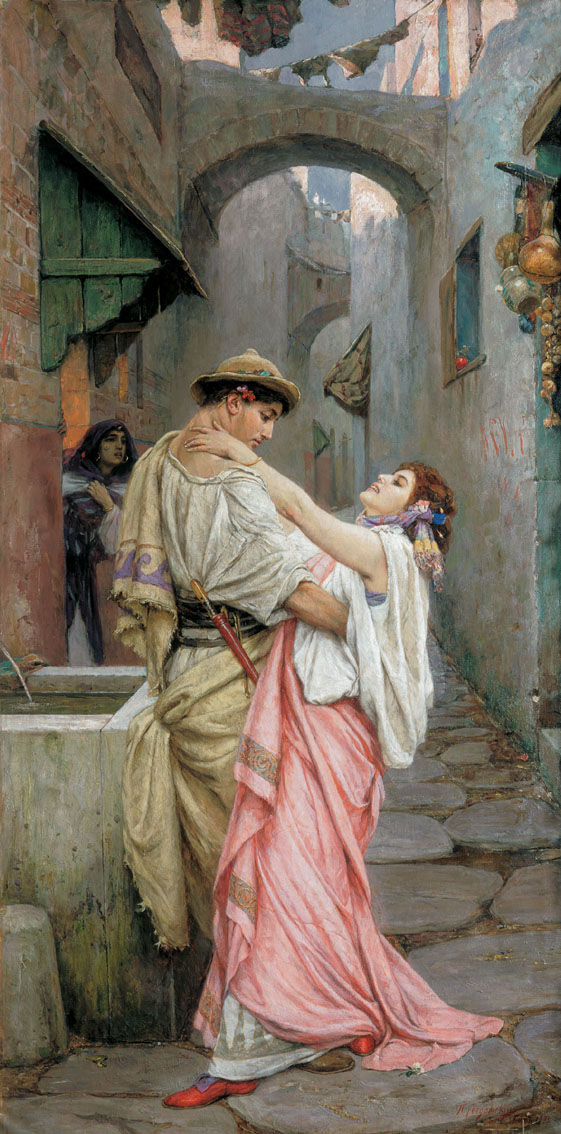
Messaline (1900)
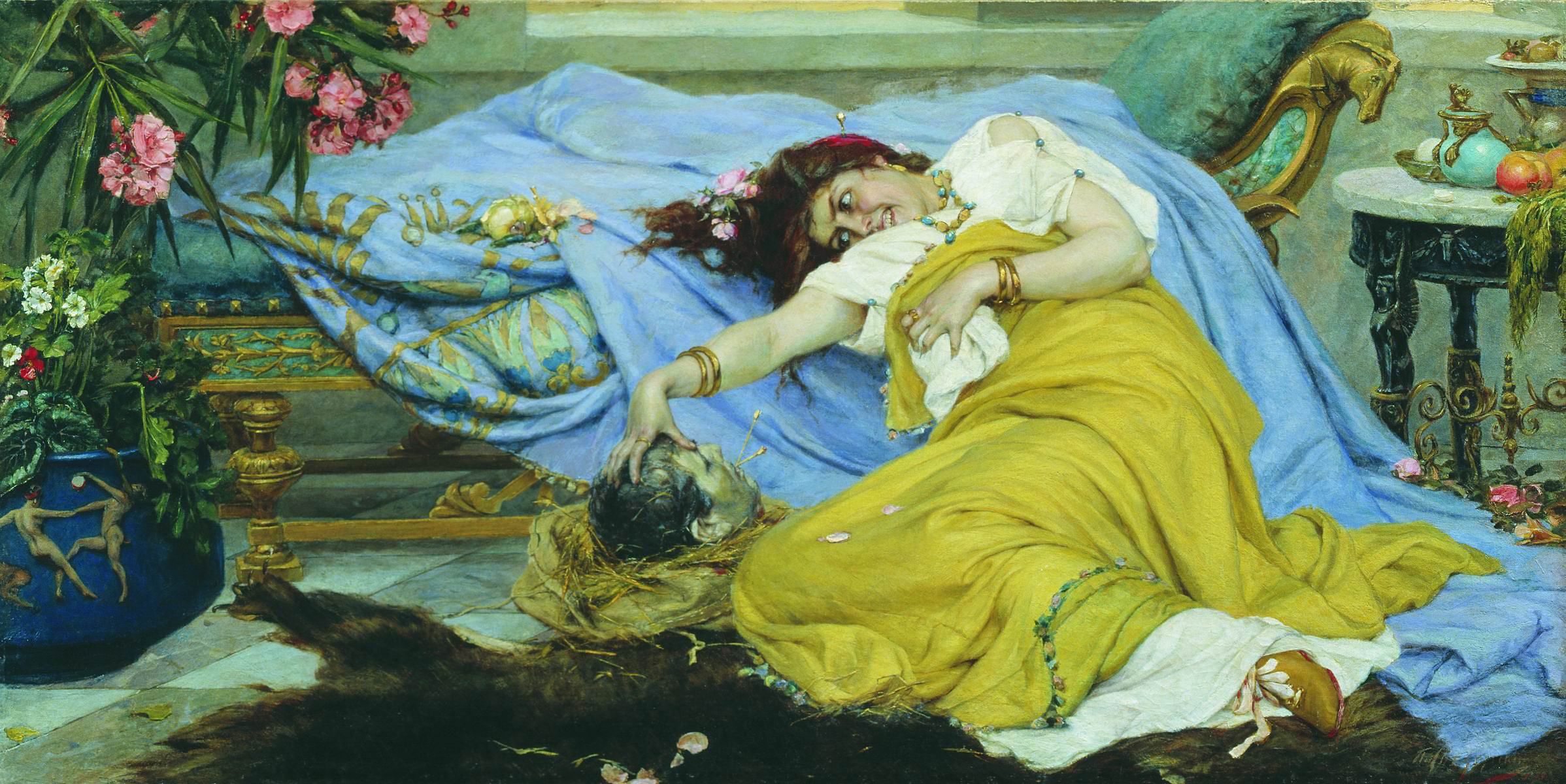
Fulvie avec la tête de Cicéron

## Source
- (ru) Cet article est partiellement ou en totalité issu de l’article de Wikipédia en russe intitulé « Сведомский, Павел Александрович » (voir la liste des auteurs).

- (en) Cet article est partiellement ou en totalité issu de l’article de Wikipédia en anglais intitulé « Pavel Svedomsky » (voir la liste des auteurs).

1. ↑  « Pavel Alexandrovich Svedomsky (1849 - 1904) – Biografie des Künstlers, bekannte Werke, Ausstellungen », sur Arthive (consulté le 21 mars 2022)